# Surin, Vienne
Surin là một xã, tọa lạc ở tỉnh Vienne trong vùng Nouvelle-Aquitaine, Pháp. Xã này có diện tích 11,91 km², dân số năm 2006 là 149 người. Xã nằm ở khu vực có độ cao trung bình 177 m trên mực nước biển. 

## Hành chính

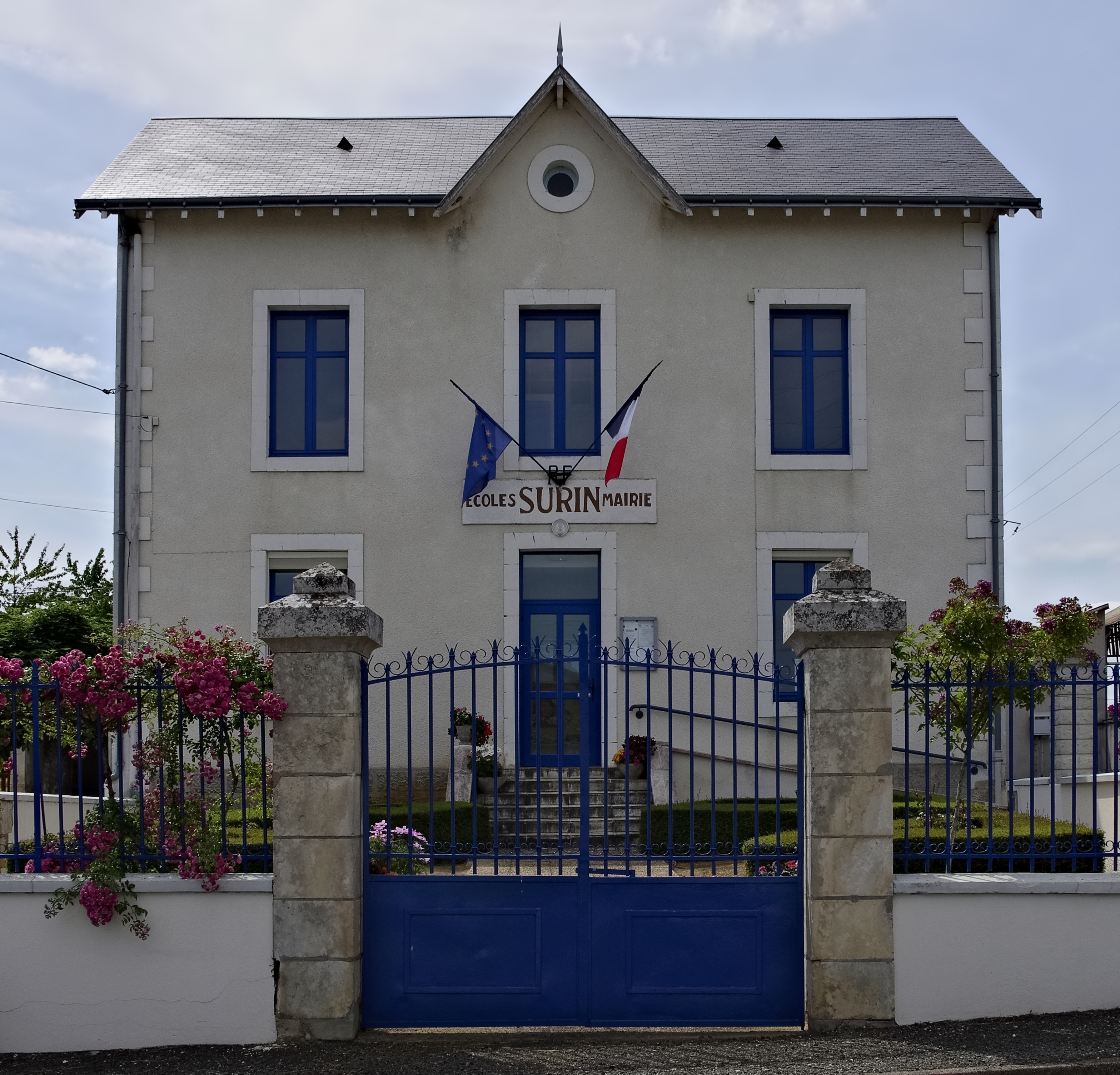

| Danh sách các xã trưởng |                  |               |      |         |
| Giai đoạn               | Giai đoạn        | Tên           | Đảng | Tư cách |
| mars 2001               | tháng 3 năm 2008 | Joël Racofier |      |         |
| mars 2008               |                  | Claudie Memin |      |         |

## Biến động dân số
| Năm | 1962 | 1968 | 1975 | 1982 | 1990 | 1999 | 2006 |
| --- | ---- | ---- | ---- | ---- | ---- | ---- | ---- |
| Dân số | 198  | 265  | 254  | 192  | 151  | 172  | 149  |
| From the year 1962 on: No double counting—residents of multiple communes (e.g. students and military personnel) are counted only once. |      |      |      |      |      |      |      |